# Абрамов, Владимир Фёдорович
Влади́мир Фёдорович Абра́мов (14 июня 1921 года — 23 мая 1985 года) — советский лётчик-ас истребительной авиации и военачальник, в годы Великой Отечественной войны — командир эскадрильи 10-го гвардейского истребительного авиационного полка 1-й гвардейской истребительной авиационной дивизии Военно-воздушных сил Балтийского флота, Герой Советского Союза (22.07.1944). Генерал-майор авиации (25.05.1959).

## Начальная биография
Родился 14 июня 1921 года в Кузнецке ныне Пензенской области в семье служащего.
В три года стал сиротой, затем несколько лет был беспризорным, пока его не приютил председатель ВЧК Кузнецка В. Кудряшов. Окончил 7 классов школы, работал на автобазе. В 1939 году окончил аэроклуб в Баку.

## Довоенная служба
С ноября 1939 года служил на Военно-Морском Флоте. Окончил Ейское военно-морское авиационное училище имени И. В. Сталина в 1940 году. С декабря 1940 года служил младшим лётчиком в 71-м истребительном авиационном полку ВВС Балтийского флота, в июне 1941 года назначен пилотом этого полка. В июне 1941 года полк базировался на аэродроме под Таллином.

## Участие в Великой Отечественной войне
С июня 1941 года принимал участие в боях Великой Отечественной войны. В первый год войны он летал на истребителе И-153 с бортовым номером 42. Участвовал в Прибалтийской, Таллинской и Ленинградской оборонительных операциях. В бою 22 сентября 1941 года одержал свою первую достоверную победу. С осени 1942 по весну 1944 года в составе полка оборонял Ленинград. В ВКП(б) вступил в 1942 году.
В сентябре 1942 года Абрамов был назначен командиром звена, а в октябре 1942 — командиром эскадрильи своего полка, который в мае 1943 года за массовый героизм личного состава и отличные боевые достижения получил гвардейское звание и был переименован в 10-й гвардейский истребительный авиационный полк ВВС Балтийского флота. В июле — ноябре 1943 года был откомандирован в распоряжении командующего ВВС Тихоокеанского флота и занимался передачей боевого опыта молодым лётчикам флота, но затем возвращён в свой полк.  
В апреле 1942 года был дважды ранен. Второе ранение, в голову, оказалось тяжёлым.
В характеристике Владимира Абрамова указывалось:
«С 22 июня 1941 года по 22 апреля 1942 года совершил 308 боевых вылетов, 70 штурмовок, 87 разведок. В воздушных боях сбил 9 самолётов противника: два — индивидуально, семь — в групповых боях».
С ноября 1943 года — командир эскадрильи 10-го гвардейского истребительного авиационного полка (1-я гвардейская истребительная авиационная дивизия, ВВС Балтийского флота). 
Капитан Владимир Абрамов к 19 мая 1944 года совершил 287 боевых вылетов, участвовал в 57 воздушных боях, сбил (по данным наградных документов) лично и в группе 20 фашистских самолётов.
Указом Президиума Верховного Совета СССР от 22 июля 1944 года «за образцовое выполнение боевых заданий командования на фронте борьбы с немецкими захватчиками и проявленные при этом отвагу и геройство», гвардии капитану Владимиру Фёдоровичу Абрамову присвоено звание Героя Советского Союза со вручением ордена Ленина и медали «Золотая Звезда».
В 1944 году участвовал в Ленинградско-Новгородской и в Прибалтийской наступательных операциях, активно участвовал в поиске и уничтожении противника над Балтийским морем. Всего за годы войны совершил около 600 боевых вылетов на истребителях И-153, И-16, Як-7Б и Ла-5, провёл 65 воздушных боёв и сбил лично 7 и в группе 12 немецких и финских самолётов.

## Послевоенная служба
После войны продолжил службу на флоте командиром эскадрильи до февраля 1946 года, когда его направили на учёбу. В 1947 году закончил Высшие офицерские курсы Авиации ВМС, с июня 1947 года был инспектором по технике пилотирования 6-й смешанной авиационной дивизии ВМФ, с января 1948 года — старшим инспектором-лётчиком по технике пилотирования и теории полёта 91-й истребительной авиационной дивизии ВМФ, с сентября 1951 года — старшим инспектором-лётчиком Лётной инспекции ВВС ВМФ СССР, а с октября 1953 года — начальником этой инспекции.
С февраля 1955 года командовал 91-й истребительной авиационной дивизией, а с апреля 1956 года — командир 768-го истребительного авиаполка 122-й истребительной авиадивизии ВВС Северного флота. С июня 1956 года — командир 14-го базового района ПВО на 6-м Государственном центральном полигоне ВМФ.
В январе 1957 года В. Ф. Абрамов был переведён в Войска противовоздушной обороны страны и назначен командиром Отдельной Полярной авиационной дивизии ВВС Беломорского военного округа.
В 1959 году окончил Высшие академические курсы при Военной академии Генерального штаба Вооружённых Сил СССР. С октября того же года командовал Таллинской дивизией ПВО, с апреля 1960 года — 14-й истребительной авиадивизией ПВО.
С сентября 1962 год] служил заместителем начальника штаба по боевому управлению — оперативным дежурным по командному пункту 6-й отдельной армии ПВО. С мая 1964 года — заместитель начальника Главного штаба Войск ПВО СССР — дежурный генерал Центрального командного пункта Главного командования Войск ПВО страны.

## В отставке
В декабре 1974 года генерал-майор авиации Владимир Абрамов уволен в запас по болезни. Жил в посёлке Заря Балашихинского района Московской области. Умер 23 мая 1985 года. Похоронен на Пуршевском кладбище Балашихи.

## Награды
- Медаль «Золотая Звезда» Героя Советского Союза № 4001 (22.07.1944)[6];
- Орден Ленина (22.07.1944);
- Четыре ордена Красного Знамени (13.11.1941, 16.06.1942, 24.01.1943, 30.04.1944);
- Орден Отечественной войны I степени (11.03.1985);
- Два ордена Красной Звезды (21.08.1953, 22.02.1955);
- Медаль «За боевые заслуги» (5.11.1946);
- Медаль «За оборону Ленинграда» (вручена в 1943);
- Ряд других медалей СССР.

## Память
- В Кузнецке в Сквере героев В. Ф. Абрамову установлен бюст
- В посёлке Заря Московской области города Балашиха на доме № 6 по улице Лесной, в котором в 1970—1985 годах жил Герой, установлена мемориальная доска[7].
- В городе Балашиха на аллее Героев установлена памятная мемориальная доска